# Delicias (métro de Madrid)
Pour les articles homonymes, voir Delicias.
Delicias est une station de la ligne 3 du métro de Madrid en Espagne. Elle est établie sous le cours de las Delicias au niveau de son intersection avec la rue de Ciudad Real, dans l'arrondissement d'Arganzuela.

## Situation sur le réseau
La station est située entre Palos de la Frontera au nord-ouest, en direction de Moncloa, et Legazpi au sud, en direction de El Casar.

## Histoire
La station est ouverte le 26 mars 1949, lors de la mise en service du prolongement de la ligne 3 depuis Embajadores. Elle demeure le terminus sud de la ligne jusqu'au 1er mars 1951, date de l'ouverture du prolongement jusqu'à Legazpi.

## Service des voyageurs

### Accueil
La station possède trois accès équipés d'escaliers et d'escaliers mécaniques, ainsi qu'un quatrième direct par ascenseur depuis l'extérieur.

### Intermodalité
La station est en correspondance avec les lignes d'autobus no 6, 8, 19, 45, 47, 55, 59, 85, 86, 247, N13 et N14 du réseau EMT.
La station Delicias des trains de banlieue de Madrid est située à proximité de la station de métro.

## À proximité
Le musée des chemins de fer de Madrid est installé dans une ancienne gare.